# Llei Hírtia
La llei Hírtia (lex Hirtia) va ser una norma legal de la República Romana, aprovada l'any 48 aC a proposta d'Aulus Hirti (després cònsol l'any 43 aC) contra els partidaris de Gneu Pompeu Magne, als que prohibia l'accés a les magistratures. Ciceró diu: «Neminem Pompeianum, qui uiuat, teneri lege Hirtia dictitatis», que es tradueix per: «Cap dels pompeians que han sobreviscut queda exclòs d'observar la llei Hírtia». El mateix Ciceró la qualifica amb durs termes.